# Матохо, Эрик
Эрик Муломовандау «Тауэр» Матохо (англ. Eric Mulomowandau "Tower" Mathoho; 1 марта 1990, Тхохояндоу) — южноафриканский футболист, центральный защитник клуба «Кайзер Чифс» и сборной ЮАР.

## Карьера

### Клубная карьера
Начинал играть в футбол в детской команде из Тшиомбо, недалеко от его родного города Тхохояндоу.
В июле 2009 года, вместе с двумя товарищами по команде, Айзеком Мавела и Майклом Фетани, перешёл в «Блумфонтейн Селтик» по приглашению тогдашнего тренера клуба Оуэна Да Гамы. Дебютировал в чемпионате ЮАР 3 февраля 2010 года в игре против «Мамелоди Сандаунс» и в этой игре был признан лучшим игроком. Свой первый гол забил 27 февраля 2011 года в матче против «Суперспорт Юнайтед». Был признан лучшим игроком чемпионата ЮАР в марте-апреле 2011 года и номинировался на титул лучшего молодого игрока сезона. Летом 2011 года интерес к игроку проявляли «Твенте» и «Маккаби» из Хайфы, но переход не состоялся.
В июне 2012 года защитник перешёл в «Кайзер Чифс», дебютный матч в новой команде сыграл 5 августа 2012 года против «Мамелоди Сандаунс». В сезоне 2012/13 стал чемпионом и обладателем Кубка ЮАР. В 2014 году стал победителем Кубка Восьми, в турнире его команда не пропустила ни одного гола, а также помог команде совершить 19-матчевую беспроигрышную серию.

### Карьера в сборной
В марте 2011 года дебютировал в сборной ЮАР до 23 лет в игре против Ливии.
Первый матч за национальную сборную сыграл 14 мая 2011 года против Танзании. Первый гол за сборную забил 13 октября 2015 года в ворота сборной Гондураса. В 2015 году принимал участие в финальном турнире Кубка Африки, на турнире сыграл два матча.

## Стиль игры
Из-за своего высокого роста и хорошей игры головой, защитник опасен при исполнении командой стандартных положений, также хорошо умеет начинать атаки.